# Stadhuis van Oranjestad

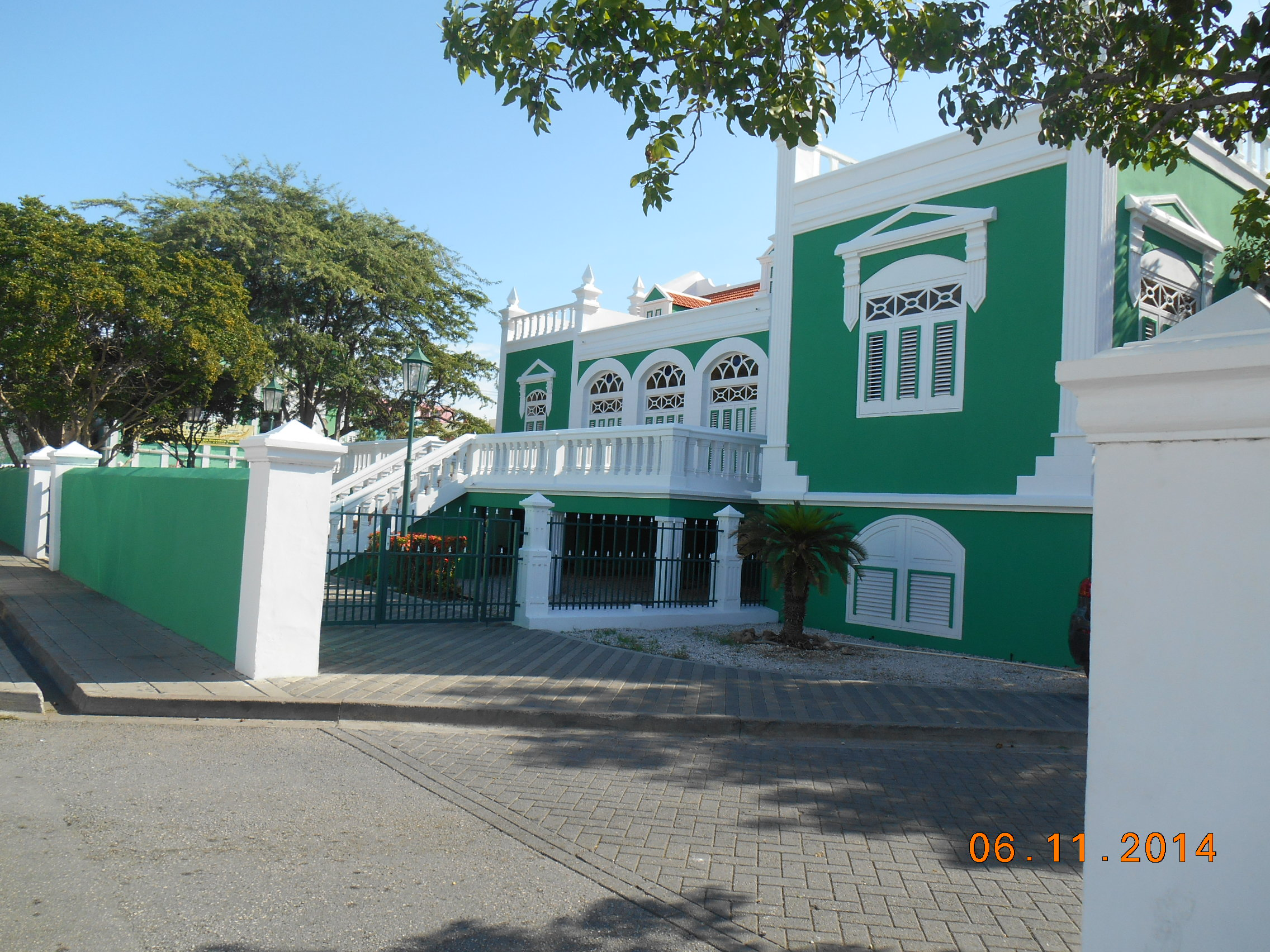
Terras vanaf Schoolstraat. Hoofdingang voor bruiden en bruidegommen naar de trouwzaal.

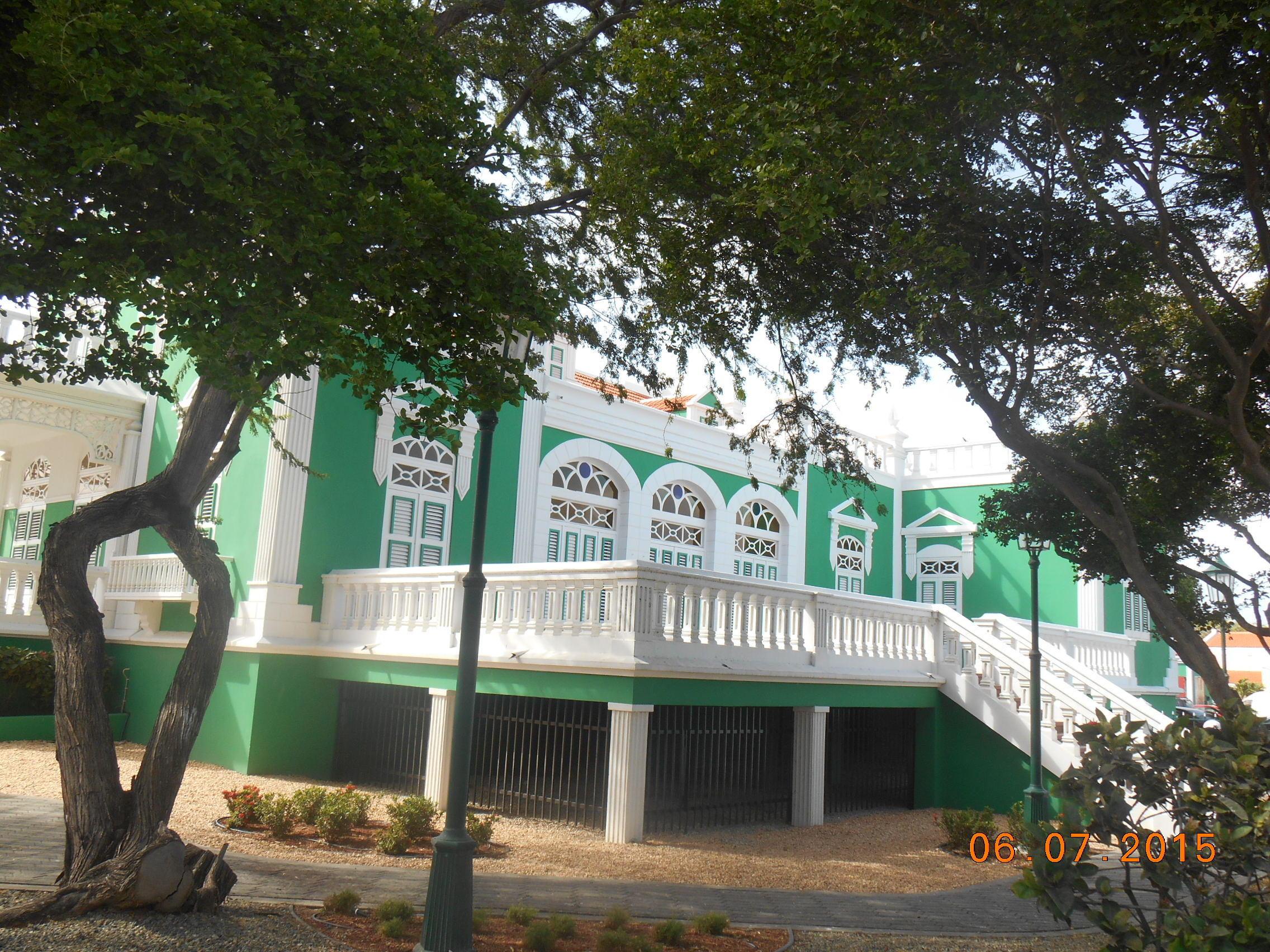

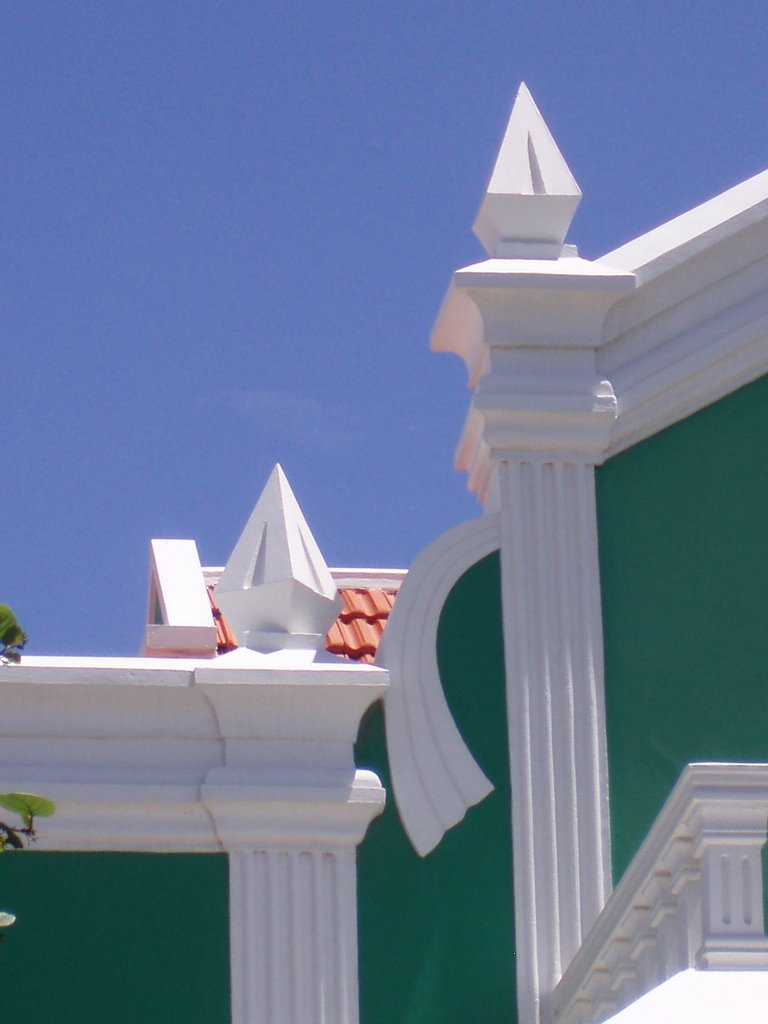

Het Stadhuis van Oranjestad, ook bekend als Eloy Arendshuis of Censo ("Census"), is het gemeentehuis van Aruba. Het bevindt zich op Wilhelminastraat 8 in Oranjestad en was oorspronkelijk de woning van een Arubaanse arts. In  1997 werd het stadhuis voor het eerst gerestaureerd.

## Familie Arends
De opdrachtgever van het stadhuis was Jacobo Eloy Maria Arends, een arts, die het liet bouwen in aanloop naar zijn huwelijk. Arends had medicijnen gestudeerd in Amsterdam en bij zijn terugkeer werd hij aangesteld als de de eerste officiële regeringsarts van Aruba. De familie Arends was al sinds het midden van de 18e eeuw gevestigd op Aruba en had veel prominente leden di actief waren in de zakenwereld. Toen J.E.M. Arends zich in 1922 verloofde, gaf hij opdracht tot de bouw van het huis.
In de Arubaanse samenleving was het gewoonte dat een nieuw paar een nieuw huis betrok bij het aangaan van een huwelijk. Op de dag van het huwelijk diende de man aan zijn vrouw een volledig nieuw en ingericht huis aan te bieden. Volgens de traditie mocht de aanstaande bruid het huis niet zien en was ze ook verboden om in de buurt te komen. Nadat het huis was voltooid, gingen het echtpaar op huwelijksreis en werd het huis volledig ingericht door de zussen van de bruidegom, zodat hij bij hun terugkeer zijn bruid een compleet ingericht huis kon aanbieden, in overeenstemming met de traditie.

## Ontwerp en bouwstijl
Het pand werd ontworpen in een neoclassicistische bouwstijl met invloeden van de Zuid-Amerikaanse barokstijl, onder leiding van de Arubaanse architect Chibi Wever. De bouw vond plaats tussen 1922 en 1925. Het pand werd gebouwd op een stuk grond van 1,545 m². De bouw werd uitgevoerd door de plaatselijke metselaar en schrijnwerker Jan Christiaans en de uitvoering werd gedaan door de plaatselijke aannemer en timmerman Nicolaas Picus, de broer van de bekende timmerman Merdado (Dada) Picus. Picus paste het ontwerp aan aan de specifieke wensen van de opdrachtgever die een woonhuis met praktijkruimte en apotheek wilde. Het huis was ingericht met een uniek open interieur omdat de eigenaren het pand toegankelijk wilden houden zonder deuren om sociale activiteiten te kunnen geven. Daarom waren er geen vaste deuren maar alleen vouwdeuren die een flexibel gebruik mogelijk maakten. Het huis diende als woonhuis, artsenpraktijk en apotheek, en er werde vele bijeenkomsten en feesten georganiseerd. Het gebouw is een typerend voorbeeld van een Arubaans herenhuis in een gemengde stijl met veel neo-stijl kenmerken. Het is geïnspireerd door het traditionele stadhuiskunukuhuis met een kern en twee galerijen, elk begrensd door een terras.

## Later jaren en eerste restauratie

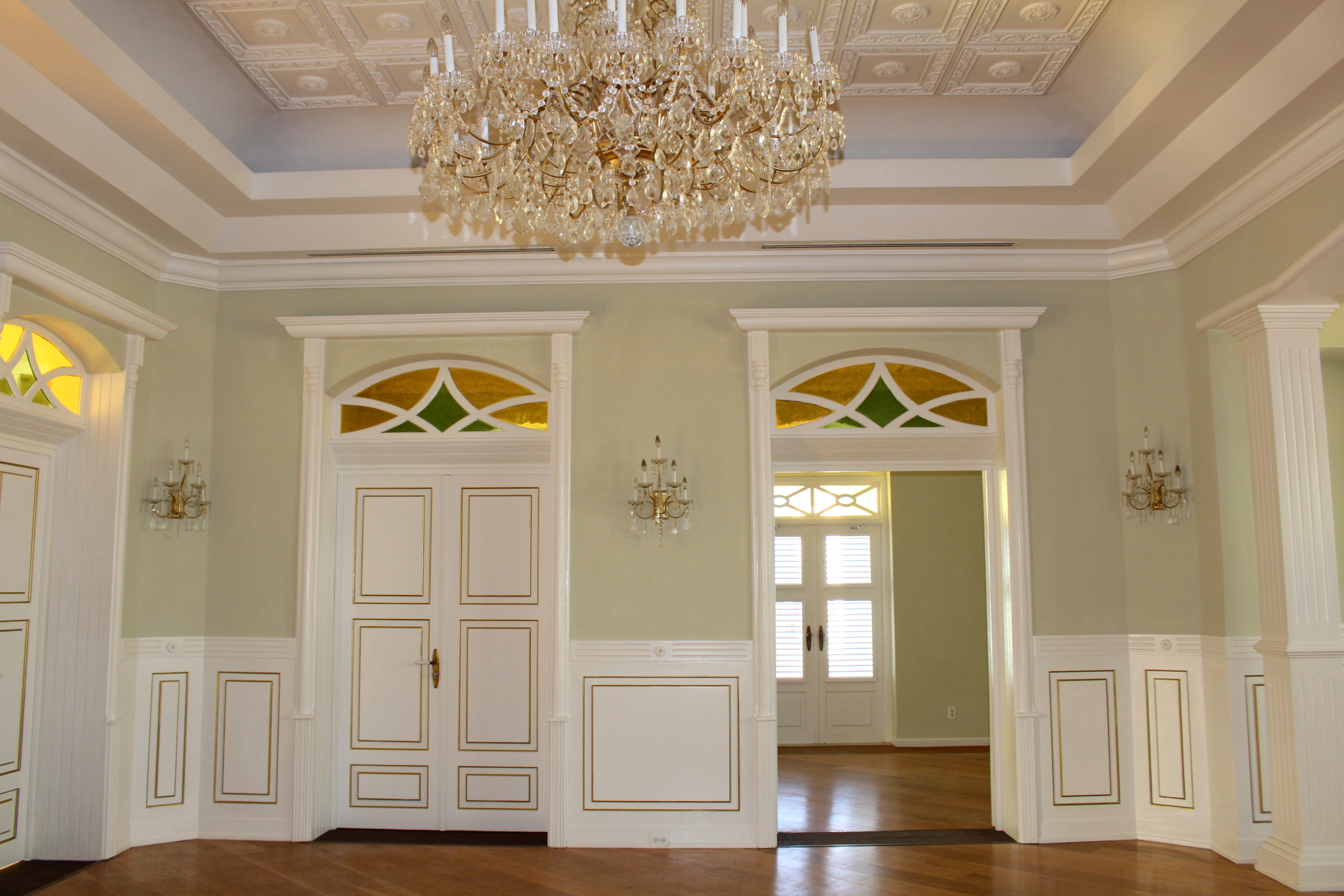
Interieur grote zaal

Na het overlijden van de arts in 1960 verkreeg de zoon van Arends, de tandarts Jesus Eloy Arends, het pand. Hij heeft nog jaren in het huis gewoond. Hij had in het pand ook zijn praktijk en laboratorium gevestigd. Na sluiting van de praktijk werd het pand nog verhuurd en gebruikt als restaurant en was een periode het hoofdkwartier van het verkiezingscentrum van de politieke partij MEP. In 1986 werd het pand in vervallen staat door de eigenaar verkocht aan de Arubaanse overheid omdat hij het onderhoud niet langer kon opbrengen. In de verkoopovereenkomst had hij de bepaling opgenomen dat het huis gerestaureerd moest worden. Dit zou echter pas elf jaar later plaatsvinden. In deze periode volgde leegstand en raakte het pand in verval. Ook vond er een binnenhuisbrand plaats en werd het gebruikt door verslaafde zwervers die tijdelijk onderdak zochten. In 1997 werd het pand uiteindelijk gerestaureerd en werd het in gebruik genomen als stadhuis met zijn nieuwe bestemming als kantoor van het "Bureau Burgerlijke Stand en Bevolkings register" of in Papiaments "Censo". Sinds 30 juni 1999 is het eigendom van de Stichting Monumentenfonds. De eerste restauratie is door het Land Aruba, LOP (Landsbedrijf Ontwikkelings Projekten) en KabNA (Kabinet Nederlandse Antillen en Aruba) gefinancierd onder leiding van het Monumentenbureau Aruba tussen 1997 en 1998.  De restauratie werd volgens een restauratie ontwerp van het bureau Plan D2 in samenwerking met het bureau Arcotec uitgevoerd. Ten behoeve van de nieuwe bestemming werd ook het pand van het voormalige Hotel Colombia (bouwjaar 1918) gelegen aan de achterzijde van het Eloy Arendspand, aan de Zoutmanstraat 13 gerestaureerd en de twee panden werden verbonden door een nieuwbouw in moderne architectuur. Op 17 februari 1997 werd begonnen met de restauratie en de oplevering was op 3 april 1998. De totale kosten bedroegen vijf miljoen Arubaanse florijnen.
Het pand is op 21 oktober 2009 in het register van de beschermde monumenten ingeschreven. Zodoende is het behalve het eerste pand dat door het Monumentenbureau was gerestaureerd ook het eerste beschermde monument op Aruba.

## Tweede restauratie

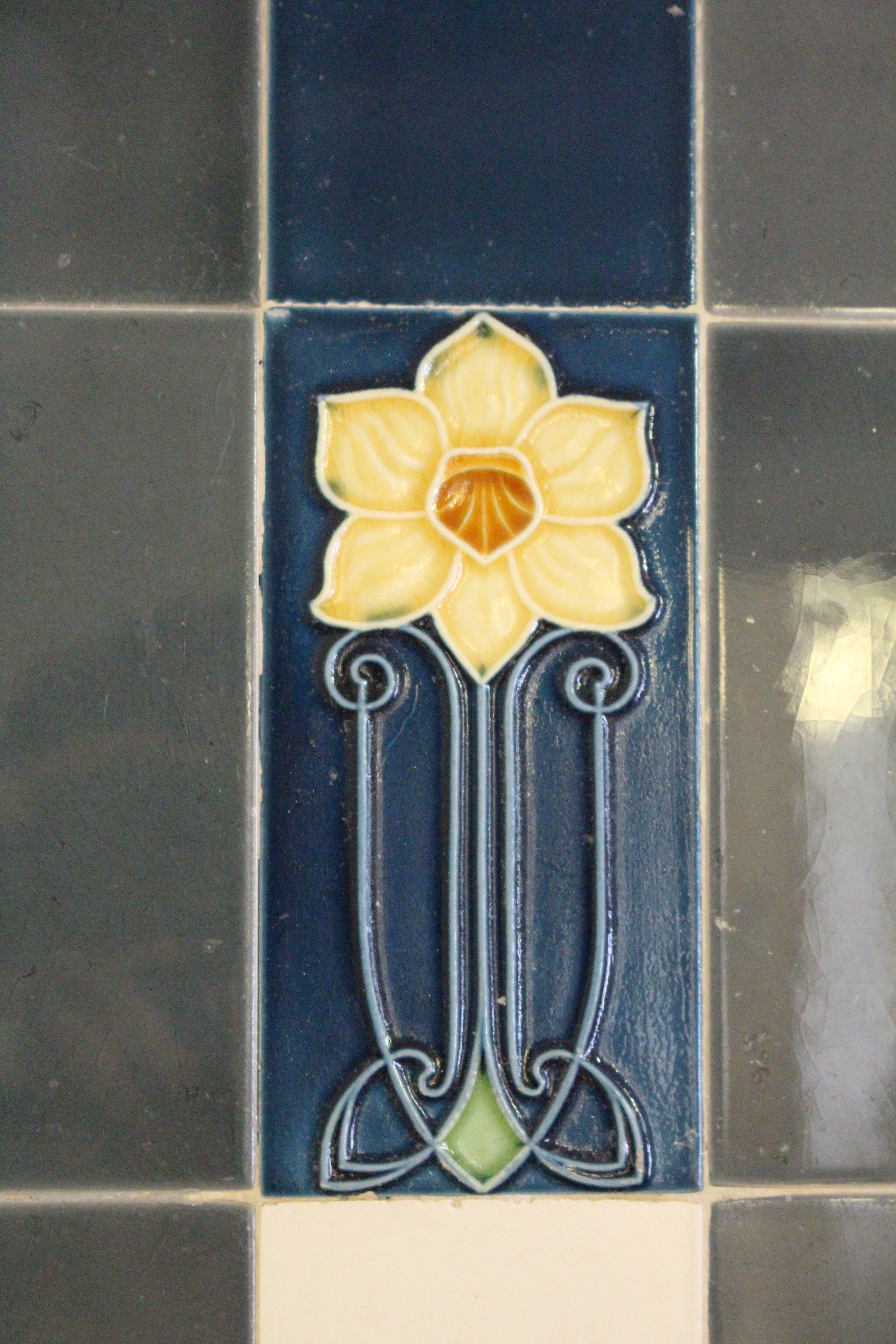
wandtegel interieur in art-decostijl

In 2014 bleek dat het gebouw toe was aan een nieuwe restauratie. Inmiddels waren diverse overheidsdiensten in het pand ondergebracht alsmede in het belendende pand. Het interieur had veel achterstallig onderhoud en de ornamenten binnen alsmede het metselwerk en tegelwerk waren toe aan restauratie. Het Arubaanse Monumentenbureau, dat het pand beheert sinds 1999 namens de eigenaar, de overheidsinstelling Stichting Monumentenfonds Aruba, begon in januari met de eerste onderhoudswerkzaamheden aan het pand alsmede aan het belendende pand dat ook onderdeel uitmaakt van het stadhuis, het voormalige Hotel Colombia uit 1918. De ambtelijke diensten vonden gewoon doorgang. Een jaar later was de restauratie van het interieur en exterieur voltooid met behoud van de originele stijlkenmerken. Eind 2014 werden ook de tuinen rondom het huis hersteld. In de grote zaal worden huwelijken voltrokken en de rest van het gebouw alsmede van het belendende pand huisvesten de gemeentelijke diensten.